# Мазурка (Воронежская область)
Мазурка — село в Поворинском районе Воронежской области. Административный центр Мазурского сельского поселения.

## География
Расположено в левобережье Хопра в 25 км к северо-востоку от города Поворино. С северо-запада к селу примыкает село Ильмень, на границе с ним находится железнодорожная платформа Мазурка (линия Поворино — Балашов).

## История
Мазурка — село Поворинского района Воронежской области. Указание о его возникновении имеется в «ревизской сказке» 1795 года. В этом документе сообщается, что жители Мазурки поселились здесь в 1790 году. Население состояло главным образом из переведённых сюда крестьян-однодворцев Тамбовской губернии. Больше всего пришло семей из села Инокова Кирсановского уезда Тамбовской губернии — 17. Прибыли также крестьяне из села Рождественского того же уезда, из сёл Козыванье, Пахотного Угла и деревни Шишкино Тамбовского уезда, сёл Доброго, Борисова, Калинина, Лебяжьего, девевень Липовцы и Паршикова Лебедянского уезда.
Кроме того, здесь поселились крестьяне-однодворцы из села Стабелки Скопинского уезда Рязанской губернии. Помимо однодворцев в том же 1790 году в Мазурке поселились 4 семьи экономических крестьян из села Кисенева Пронского уезда Рязанской губернии. Таким образом, в год основания Мазурки (1790) здесь появилось сразу 64 двора. К ним присоединилось 7 семей в 1793 году, 16 семей в 1794 году, которые прибыли также из Тамбовской и Рязанской губерний. По данным на 1795 год, в Мазурке было 88 дворов.
Село получило название по речке Мазурке. Видимо, считает В. А. Прохоров, это уменьшительное от Маза (речка с таким же названием есть в Верхнехавском районе). В тюркских наречиях слово «маза» имеет два значения: «спокойствие» и «могила святого».
Если же говорить о «русском следе» названия Мазурка, то у В. И. Даля «мазурка» трактуется как «народная пляска мазуров, мозовецких поляков и напев к ней».
Мазурский сельсовет образован 19 декабря 1970 года Указом Президиума Верховного Совета РСФСР. Основали сельсовет крестьяне-однодворцы, переселившиеся из Кирсановского, Тамбовского и Либедянского уездов Тамбовской губернии, а также Пронского уезда Рязанской губернии. Селение было названо Мазуркой. По документам 1859 года, в Мазурке было 459 дворов, проживало 1840 мужчин и 1992 женщины. В то время у села было и другое название — Никольское. После отселения на хуторе в 1903 году в селе осталось пять тысяч человек и за селом упрочилось одно название — Мазурка.
Гражданская война нанесла селу значительный урон. Белогвардейцы разграбили 127 семей. В 1920 году Советская власть оказала этим семьям материальную и денежную помощь. В ноябре двадцатого года открыты библиотека и школа для ликвидации неграмотности среди взрослого населения.
По завершении коллективизации в селе было создано четыре колхоза: «Красная заря» имени Куйбышева, «Красный Октябрь» имени Кирова. Возглавляли их опытные земледельцы. Великим бедствием стала война, начатая 22 июня 1941 г. фашистской Германией. Послевоенный период был характерен поисками лучших форм организации труда. Эксперименты не всегда были удачными. После 1981 года в селе осталось два колхоза «Прогресс» и «Рассвет».

## Экономика
По данным 2008 года в селе Мазурка работали 5 крестьянских фермерских хозяйств, сельскохозяйственное предприятие «Мазурское», ООО «Витязь», рыбоводческое хозяйство «Ильмень».
Есть также неполная средняя школа, клуб, фельдшерско-акушерский пункт, почтовое отделение.

## Население
| 1859 | 1897  | 2010 |
| ---- | ----- | ---- |
| 3832 | ↗5580 | ↘786 |

## Известные уроженцы
- Перегудов, Виктор Васильевич (1930—1980) — советский комсомольский и партийный деятель